# Vidaillat
Vidaillat ist eine Gemeinde im Zentralmassiv in Frankreich. Sie gehört zur Region Nouvelle-Aquitaine, zum Département Creuse, zum Arrondissement Guéret und zum Kanton Ahun. Die Bewohner werden Vidaillats bzw. Vidaillates genannt. 

## Geographie

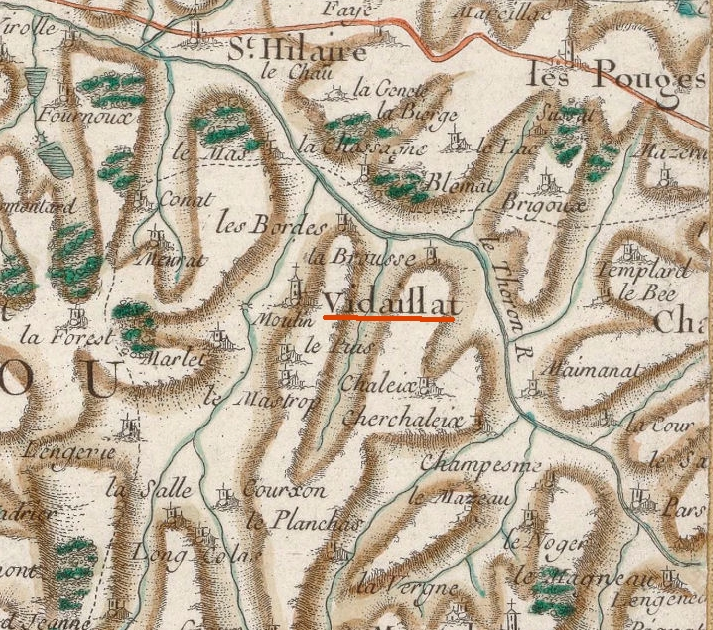
Vidaillat auf der Carte de Cassini aus dem 18. Jahrhundert

Die Gemeinde hat eine Fläche von 23,6 km² und liegt auf einer Höhe von 493 m. Sie grenzt im Norden an Saint-Hilaire-le-Château, im Nordosten an La Pouge, im Osten an Chavanat, im Südosten an Le Monteil-au-Vicomte, im Süden an Saint-Pierre-Bellevue, im Südwesten an Saint-Pardoux-Morterolles und im Westen an Soubrebost.
Der Hauptort erstreckt sich längs der Departementsstraße D 36, die an seinem westlichen Ende auf die D 34 stößt. Bedeutende Fließgewässer sind der Taurion an der nordöstlichen Grenze des Gemeindegebiets und der in ihn mündende Ruisseau de Vidaillat westlich des Hauptorts, an dem im 18. Jahrhundert eine Wassermühle nachweisbar ist.
Nahe der Gemeinde befindet sich der Regionale Naturpark Millevaches en Limousin.

## Geschichte

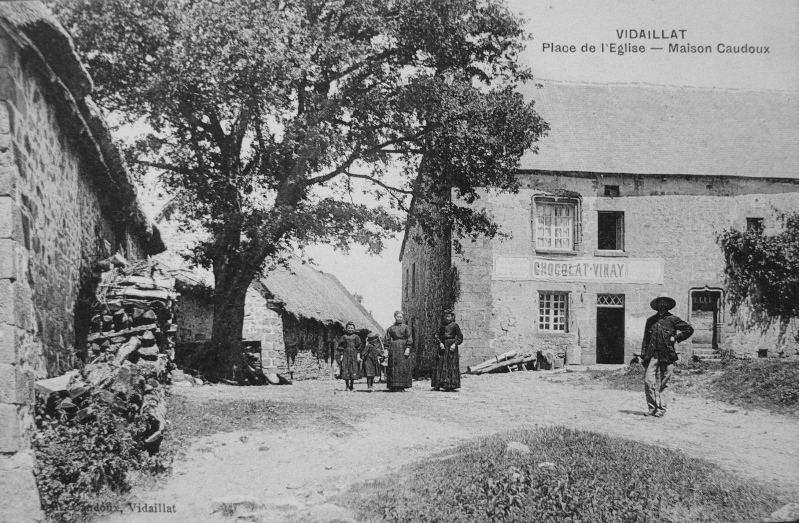
Place de l’église (Kirchplatz), um 1910

Eine Bulle des Papstes Lucius III. aus dem Jahr 1181 bestätigte den Mönchen des Benediktinerklosters Moutier-d’Ahun den Besitz der Kirche Saint-Pierre in Vidaillat. Die Pfarrei gehörte überwiegend zur Provinz Marche, sechs ihrer Dörfer jedoch zur Provinz Poitou. 1689 zählte sie neben dem Bourg Vidaillat 19 weitere Dörfer und Weiler.
Während der Deutschen Besetzung Frankreichs im Zweiten Weltkrieg wurde die dünn besiedelte Gegend ein Zentrum des Widerstands. Der wichtigste Teil der Forces françaises de l’intérieur (FFI) des Départements Creuse befand sich dort. Im zur Gemeinde Vidaillat gehörenden nahen Dorf Le Puy bezog im Juni 1944 die Widerstandsgruppe Mission Bergamote Quartier.

## Politik
Die Gemeinde ist Mitglied im 2026 gegründeten Gemeindeverband Communauté de communes Creuse Sud Ouest. Bürgermeisterin von Vidaillat ist seit 2001 Martine Laporte (PS).
Bei der Präsidentschaftswahl des Jahres 2017 erzielte im ersten Wahlgang Jean-Luc Mélenchon mit 27,68 % vor Marine Le Pen (23,21 %) die meisten Stimmen. In der folgenden Stichwahl setzte sich Emmanuel Macron mit 66,67 % (52 von 78 Stimmen) gegen Le Pen durch.

## Bevölkerungsentwicklung
| Jahr      | 1962 | 1968 | 1975 | 1982 | 1990 | 1999 | 2006 | 2012 |
| --------- | ---- | ---- | ---- | ---- | ---- | ---- | ---- | ---- |
| Einwohner | 332  | 305  | 225  | 223  | 183  | 162  | 176  | 165  |

## Sehenswürdigkeiten
- Die unter Denkmalschutz stehende Kirche Saint-Pierre-ès-Liens aus dem 14. Jahrhundert[3]
- Reste einer Motte, „Vieux Château“ genannt

## Söhne und Töchter der Gemeinde
- Gilbert-Amable Faure-Conac (1755–1819), Marineoffizier und Abgeordneter